# Beau Hill
Beau Hill est un producteur de musique américain connu pour avoir travaillé avec Alice Cooper, Winger, Kix, Europe, Ratt ou encore Fiona. Il a également joué des instruments et chanté les chœurs pour certains artistes qu'il a produit, aussi bien que pour son propre groupe Airborne. Beau Hill a produit 4 albums du groupe Ratt mais a aussi coécrit quelques titres notamment sur l'album Reach for the Sky, où il participa à l'écriture de 6 pistes sur 10.

## Discographie

### En tant que producteur
- 1984 - Out of the Cellar (Ratt)
- 1985 - Invasion of Your Privacy (Ratt)
- 1985 - Midnite Dynamite (Kix)
- 1985 - Run for Cover (Gary Moore)
- 1985 - Crimes in Mind (Streets)
- 1986 - Dancing Undercover (Ratt)
- 1986 - Beyond the Pale (Fiona)
- 1986 - Constrictor (Alice Cooper)
- 1987 - Love Is for Suckers (Twisted Sister)
- 1988 - Reach for the Sky (Ratt)
- 1988 - Winger (Winger)
- 1989 - Dirty Rotten Filthy Stinking Rich (Warrant)
- 1989 - Atomic Playboys (Steve Stevens)
- 1989 - Heart Like a Gun (Fiona)
- 1990 - In the Heart of the Young (Winger)
- 1990 - Bad Reputation (Dirty White Boy)
- 1990 - Cherry Pie (Warrant)
- 1991 - Prisoners in Paradise (Europe)
- 1991 - The Storm (The Storm)
- 1993 - Rise (Bad Brains)
- 1995 - Ultraphobic (Warrant)
- 2001 - Black Bambi (Black Bambi)

### En tant que musicien
- 1979 - Airborne (Airborne) : chants, guitare, claviers.
- 1986 - Constrictor (Alice Cooper) : chœurs.
- 2003 - The Dig (Airborne) : chants, guitare, claviers.